# Pisma polityczne Cypriana Kamila Norwida

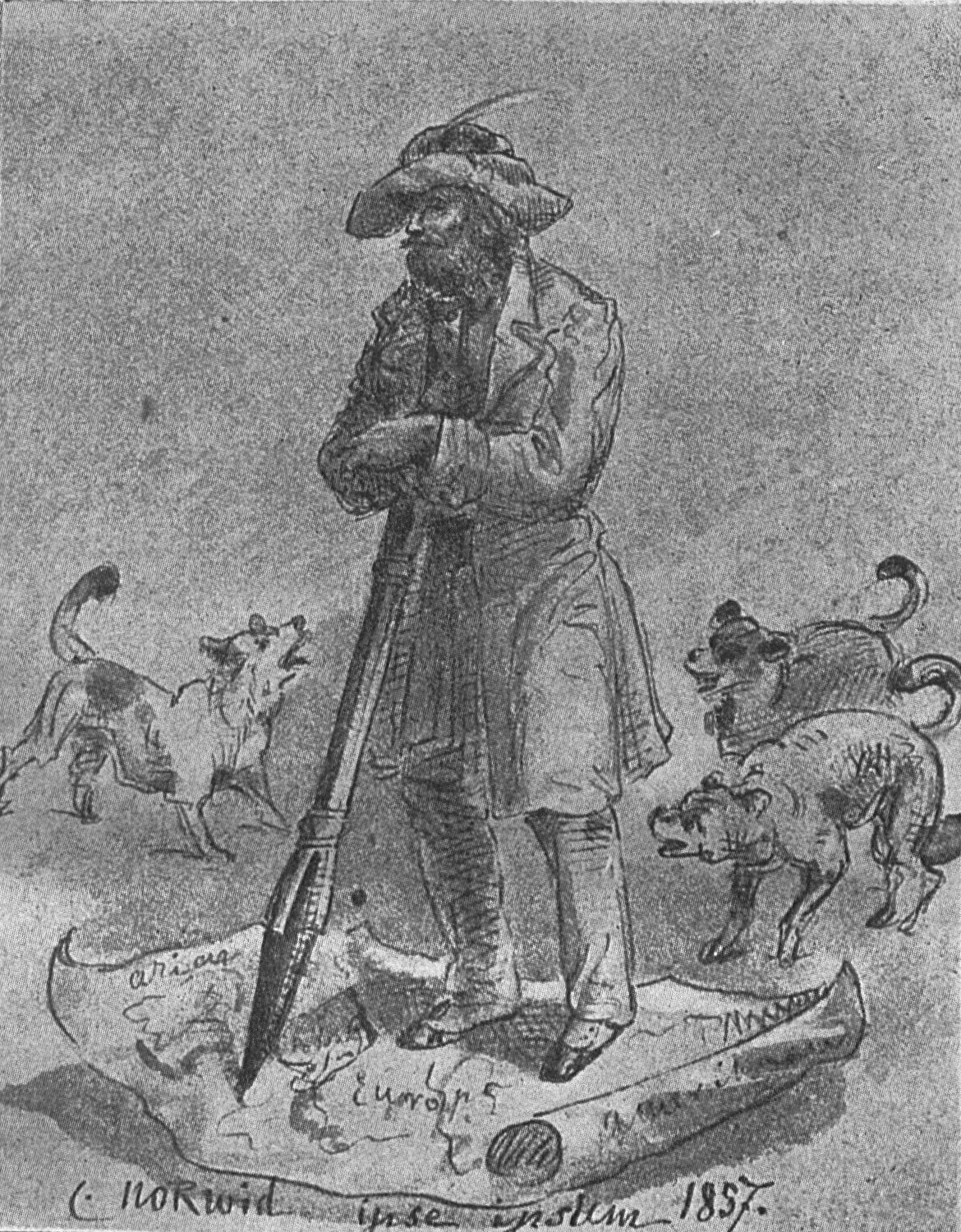
Portret własny. C. Norwid.

Pisma polityczne Cypriana Kamila Norwida – zbiór rozpraw, artykułów prasowych oraz wystąpień okolicznościowych Cypriana Kamila Norwida na tematy polityczne z lat 1846–1880.

## Rozprawy i publicystyka
| Tytuł                                          | Rodzaj         | Powstanie | Publikacja |
| ---------------------------------------------- | -------------- | --------- | ---------- |
| Głos niedawno do wychodźtwa przybyłego artysty | mowa           | 1846      | 1846       |
| Zarysy z Rzymu                                 | korespondencja | 1848      | 1849       |
| Listy o emigracji                              | list           | 1849      | 1849       |
| Odpowiedź krytykom «Listów o emigracji»        | list           | 1849      | 1933       |
| Z pamiętnika. O zemście                        | wypowiedź      | 1851      | 1851       |
| Słowo zgody                                    | artykuł        | 1851      | 1851       |
| Asocjacja, ilość i jakość                      | wypowiedź      | 1852      | 1933       |
| Co to jest ojczyzna                            | wypowiedź      | 1852      | 1909       |
| O idei reprezentacji                           | artykuł        | 1860      | 1931       |
| O tszinie i czynie                             | rozprawka      | 1861      | 1933       |
| Poznańskie 1846–1848                           | obserwacja     | 1861      | 1909       |
| Walka-polska                                   | rozprawka      | 1869      | 1926       |
| Filozofia historii polskiej. Wstęp             | rozprawa       | 1870      | 1937       |
| La philosophie de la guerre. Préface           | rozprawa       | 1870      | 1905       |
| Przyczynek do «Rzeczy o wolności słowa»        | przyczynek     | 1871      | 1908/1909  |
| Znicestwienie narodu                           | rozprawa       | 1871      | 1931       |
| Récit d'un peintre d'histoire                  | refleksja      | 1872      | 1956       |
| W rocznicę Powstania Styczniowego              | mowa           | 1875      | 1875       |
| Nihilizm i nihiliści                           | refleksja      | 1879      | 1937       |

## Noty, memoriały, odezwy
| Tytuł                                                        | Rodzaj        | Powstanie | Publikacja |
| ------------------------------------------------------------ | ------------- | --------- | ---------- |
| Memoriał o Młodej Emigracji                                  | memoriał      | 1850/1851 | 1907       |
| Nota w sprawie kary cielesnej                                | nota          | 1862      | 1920       |
| Głos w sprawie postu narodowego                              | nota          | 1862      | 1920       |
| Bez przesady – z źródeł wszelakich                           | nota          | 1863      | 1961       |
| Wszystko co w tamtej nocie było                              | nota          | 1863      | 1929       |
| Odezwa do rosyjskich mężów stanu                             | odezwa        | 1863      | 1937       |
| Doniesienia z Paryża. 1863                                   | komunikat     | 1863      | 1920       |
| Opinia względem polityki europejskiej                        | nota          | 1863      | 1929       |
| Philoctet                                                    | nota          | 1863      | 1971       |
| Nota o konieczności presji moralnej                          | nota          | 1863      | 1920       |
| O zadaniach prasy polskiej w r. 1863                         | memoriał      | 1863      | 1929       |
| Ostatnie przemówienie w sprawie Rzymu i Polski               | przemówienie  | 1863      | 1929       |
| Nota z dziewięciu punktów                                    | nota          | 1863      | 1929       |
| Nota z dziewięciu punktów (II)                               | nota          | 1863      | 1929       |
| Nota z dziewięciu paragrafów                                 | nota          | 1863      | 1909       |
| Dziewięć zaspokojonych pytań                                 | nota          | 1863      | 1909       |
| Skandal w Montmorency                                        | komentarz     | 1866      | 1937       |
| W sprawie zamachu Berezowskiego                              | nota          | 1867      | 1937       |
| O polskiej władzy prawowitej                                 | protest       | 1869      | 1937       |
| Kwestia bieżąca zmartwychwstańców                            | wypowiedź     | 1869      | 1936       |
| Odezwa w sprawie udziału Polaków w wojnie francusko-pruskiej | odezwa        | 1870      | 1937       |
| Proklamacja do rodaków                                       | proklamacja   | 1871      | 1871       |
| Protest przeciw artykułowi Agatona Gillera                   | protest       | 1872      | 1937       |
| W sprawie uczczenia prześladowanych unitów                   | odezwa        | 1874      | 1937       |
| Odpowiedź o stanie rzeczy narodowej                          | refleksja     | 1877      | 1935       |
| Upublicznienie wdzięczności                                  | projekt       | 1879      | 1937       |
| W 50. rocznicę Powstania Listopadowego                       | podziękowanie | 1880      | 1937       |

## Recenzje i glosy
| Tytuł                                                  | Rodzaj | Powstanie | Publikacja |
| ------------------------------------------------------ | ------ | --------- | ---------- |
| O broszurze «Polska i panslawizm»                      | uwagi  | 1857      | 1935       |
| Dopiski na broszurze «Pożegnanie płk. A. Kozłowskiego» | glosy  | 1874      | 1937       |

## Zbiór
Zbiór pism politycznych Norwida składa się z czterdziestu ośmiu utworów. W wydaniu zbiorowym Przesmyckiego z 1912 nie został nawet wyodrębniony z działu  Rozpraw filozoficznych, społecznych, aforyzmów i ułamków. W wydaniu z 1937 znalazł się w dziale Pism filozoficznych, społecznych itd. Dopiero Wiktor Gomulicki w wydaniu Pism wybranych z 1968 wyodrębnił osobny dział pism politycznych. W wydaniu z 1971 podzielił pisma polityczne naː 
1. filozofię i publicystykę,
2. noty, memoriały i odezwy oraz
3. recenzje i glosy[1].

## Charakterystyka
Najwcześniejsze pismo polityczne Norwida to przemówienie wygłoszone w Brukseli w 1846 Głos niedawno do wychodźtwa polskiego przybyłego artysty. Z okresu Wiosny Ludów we Włoszech, z jesieni 1848 pochodzi korespondencja  Zarysy z Rzymu. W latach 1849–1851 Norwid napisał cały szereg tekstów poświęconych tematowi nowej emigracji z lat 1846–1848ː Listy o emigracji, Odpowiedź krytykom «Listów o emigracji», Memoriał o Młodej Emigracji, Z pamiętnika. O zemście, Słowo zgody. Poza tym z lat 50. pochodzą już tylko dwa krótkie teksty napisane na kanwie rozmów z Michaliną Dziekońską latem 1852ː Asocjacja, ilość i jakość i Co to jest ojczyzna oraz uwagi na marginesach artykułu Dionizji z Iwanowskich Poniatowskiej Panslawizm i Polska (1857).
Największa aktywność Norwida związana z tą problematyką przypadła na początek lat 60. Z 1860 pochodzi sprowokowany masakrą chrześcijan w Damaszku tekst O idei reprezentacji, a z następnego rozprawka O tszinie i czynie. Z 1862 pochodzą dwie wypowiedzi Norwida w obronie mas szwankującychː Nota w sprawie kary cielesnej (wywołana pobiciem w Kaliskiem chłopa przez jego pana) i Nota w sprawie postu narodowego. Inny charakter ma związane z dyskusjami na temat szans powstania, wspomnienie Poznańskie 1846–1848 z 1861. Z powstaniem styczniowym wiążą się wystąpienia Norwidaː 
- Bez przesady – z źródeł wszelakich (nota informacyjna dla Mierosławskiego o sytuacji w kraju) i jej uzupełnienie Wszystko co w tamtej nocie było;
- Odezwa do rosyjskich mężów stanu;
- adresowane do Bentkowskiego Doniesienia z Paryża;
- skierowana do Mierosławskiego Opinia względem polityki europejskiej;
- dla tegoż Noty o konieczności presji moralnej na postępowych warstwach społeczeństwa rosyjskiego;
- adresowany do Karola Ruprechta memoriał O zadaniach prasy polskiej w 1863 r.;
- Ostatnie przemówienie w kwestii Rzymu i Polski oraz
- szereg not do różnych adresatów (A. Cieszkowskiego, L. Mierosławskiego, K. Ruprechta, W. Zamoyskiego) w sprawie zwołania międzynarodowego kongresu militarnegoː Philoctet, Nota z dziewięciu punktów, Nota z dziewięciu punktów (II), Nota z dziewięciu paragrafów, Dziewięć zaspokojonych pytań[3].

W drugiej połowie lat 60. Norwid wypowiedział się kilkakrotnie doraźnieː w sprawie skandalu na cmentarzu Montmorency w związku z obchodami rocznicy śmierci Niemcewicza (Skandal w Montmorency, 1866), W sprawie zamachu Berezowskiego (1867) na cara Aleksandra II, O polskiej władzy prawowitej (1869) przeciw uroszczeniom Hotelu Lambert, w sprawie domniemanych rozmów zmartwychwstańców z carem (Kwestia bieżąca zmartwychwstańców, 1869). W 1869 napisał też rozprawkę o tym, że Polacy umieją się bić, ale nie walczyć, skierowaną do Agatona Gillera, Walka-polska.
Na początku lat 70., mając zamiar wystąpić z serią odczytów, Norwid zabrał się do pracy nad Filozofią historii polskiej, z której zachował się tylko wstęp. Z wydarzeniami lat 1870–1871, wojną francusko-pruską i Komuną Paryską wiążą sięː La philosophie de la guerre, Odezwa w sprawie udziału Polaków w wojnie francusko-pruskiej (1870), Proklamacja do rodaków, Przyczynek do «Rzeczy o wolności słowa» i Znicestwienie narodu (1871). Z 1872 pochodzą osobisty Protest przeciw artykułowi Agatona Gillera i wypowiedź w sprawie alternatywyː Rosja – Austria (Récit d'un peintre d'histoire). W latach 70. Norwid kilkakrotnie wypowiadał się na tematy doraźneː W sprawie uczczenia prześladowanych unitów (1874), w sprawie wojny rosyjsko-tureckiej (Odpowiedź o stanie rzeczy narodowej, 1877), w sprawie uczczenia pomnikiem wdzięczności przyjaciół Polski (Upublicznienie wdzięczności, 1879) i W 50. rocznicę Powstania Listopadowego (1880). W 1875 wystąpił publicznie z mową W rocznicę Powstania Styczniowego. Ponadto z 1874 pochodzą glosy na broszurze Pożegnanie płk. A. Kozłowskiego, a z 1879 rozważanie Nihilizm i nihiliści.

## Publikacja
Pierwsze wystąpienie polityczne Norwida na emigracji Głos niedawno do wychodźtwa przybyłego artysty zostało opublikowane w numerze Orła Białego z 20 grudnia 1846. Kolejne swoje wypowiedzi Norwid drukował w prasie krakowskiej i poznańskiejː Zarysy z Rzymu w Czasie (1849), Listy o emigracji w kolejnych numerach Dziennika Polskiego (1849), Z pamiętnika. O zemście i Słowo zgody w Gońcu Polskim (1851). Zerwanie dzienników z Norwidem zamknęło mu możliwość dalszego publikowania w prasie krajowej. W 1871 ogłosił jeszcze w Le Tempsː Proklamację do rodaków, a w 1875 jego mowę W rocznicę Powstania Styczniowego wydrukowała lwowska Gazeta Narodowa.
Siedem utworów zostało wydanych na początku XX wieku. W 1905 Przesmycki opublikował w Chimerze La philosophie de la guerre, w 1907 Kazimierz Woźnicki w  Pamiętniku Literackim – Memoriał o Młodej Emigracji, na przełomie 1908 i 1909 Michał Pawlikowski w Lamusie – Przyczynek do «Rzeczy o wolności słowa». W 1909 Adam Krechowiecki w  O Cyprianie Norwidzie wydrukowałː Co to jest ojczyzna, Poznańskie 1846–1848, Notę z dziewięciu paragrafów i Dziewięć zaspokojonych pytań.
Największa aktywność wydawnicza przypadła na okres dwudziestolecia międzywojennego. W 1920 Bolesław Erzepki opublikował w  Zdrojuː Notę w sprawie kary cielesnej, Głos w sprawie postu narodowego, Doniesienia z Paryża. 1863 i Notę o konieczności presji moralnej. W 1926, staraniem Stanisława Pigonia ukazała się w Głosie Naroduː Walka-polska. W 1929 Tadeusz Makowiecki wydał w Pamiętniku Literackimː Wszystko co w tamtej nocie było, Opinię względem polityki europejskiej, O zadaniach prasy polskiej w r. 1863, Ostatnie przemówienie w sprawie Rzymu i Polski i dwie Noty z dziewięciu punktów.
W latach 30. staraniem Przesmyckiego i Pigonia ukazało się osiemnaście tekstów. W 1933 Przesmycki wydał w ramach Ineditów. Rozprawek epistolarnychː Odpowiedź krytykom «Listów o emigracji», Asocjację, ilość i jakość i O tszinie i czynie. W latach 1935–1937 Pigoń opublikował w Myśli Narodowej i w Głosie Naroduː O broszurze «Polska i panslawizm» (1935), Kwestię bieżącą zmartwychwstańców i Odpowiedź o stanie rzeczy narodowej (1936) oraz Nihilizm i nihilistów i Upublicznienie wdzięczności (1937). W 1937 we Wszystkich pismach po dziś w całości lub fragmentach odszukanych Przesmyckiego ukazały się po raz pierwszyː Odezwa do rosyjskich mężów stanu, Skandal w Montmorency, W sprawie zamachu Berezowskiego, O polskiej władzy prawowitej, Odezwa w sprawie udziału Polaków w wojnie francusko-pruskiej, Filozofia historii polskiej. Wstęp, Protest przeciw artykułowi Agatona Gillera, W sprawie uczczenia prześladowanych unitów, Dopiski na broszurze «Pożegnanie płk. A. Kozłowskiego» i W 50. rocznicę Powstania Listopadowego.
Po drugiej wojnie światowej ukazały się już tylko trzy teksty. W 1956 Pigoń wydał Récit d'un peintre d'histoire. W 1961 Wiktor Gomulicki opublikował w  Nowej Kulturzeː Bez przesady – z źródeł wszelakich, a w 1971 w 7. tomie Pism wszystkichː Philocteta.